# Administration des services généraux
Pour les articles homonymes, voir GSA.
L’Administration des services généraux (General Services Administration ou GSA) est une agence indépendante du gouvernement fédéral américain créée en 1949 pour aider la gestion et le fonctionnement des autres agences fédérales. La GSA fournit ainsi des produits et des communications pour les bureaux gouvernementaux, des transports et des espaces de travail pour les employés fédéraux et met en œuvre des politiques de réduction de coûts, parmi d'autres tâches de gestion. La définition de sa mission de « d'aider les agences fédérales à mieux servir le public en offrant, au meilleur coût, des espaces de travail de qualité, des solutions d'experts, des politiques de gestion et des services d'acquisition  »  ("help federal agencies better serve the public by offering, at best value, superior workplaces, expert solutions, acquisition services and management policies").
L’administration des services généraux a souvent recours à des contrats à exécution indéterminée et à quantité indéterminée (de l’anglais, IDIQ contracts Indefinite delivery/indefinite quantity contracts) lorsqu’elle ne peut pas déterminer, au-delà d’un minimum garanti, la quantité précise de biens ou de services dont les organismes fédéraux auront besoin au cours de la période contractuelle. 
Les organismes fédéraux peuvent alors faire appel à des entrepreneurs sous contrat pour un bien ou un service en particulier. Ils pourront négocier des commandes de livraison (en anglais, delivery orders) pour l’approvisionnement en produits ou des commandes de prestations (en anglais, task orders) pour les commandes de services. Lors de la passation des commandes, des promesses d’achats minimum et maximum sont fixés, en dollars pour les services et en unités pour les biens.
Aujourd'hui[Quand ?], le GSA emploie environ 12 000 personnes et a un budget annuel de près de 16 milliards de dollars, il supervise environ 66 milliards de dollars d'approvisionnement et contribue à la gestion d'environ 500 milliards de biens, propriétés et locations fédéraux dont 8 300 bâtiments et 210 000 véhicules. Parmi les bâtiments gérés figure le Ronald Reagan Building and International Trade Center à Washington, le plus grand bâtiment fédéral après le Pentagone et l'Old Executive Office Building qui abrite une grande partie de l'administration présidentielle américaine.